# Liste der Kulturgüter in Fisibach
Die Liste der Kulturgüter in Fisibach enthält alle Objekte in der Gemeinde Fisibach im Kanton Aargau, die gemäss der Haager Konvention zum Schutz von Kulturgut bei bewaffneten Konflikten, dem Bundesgesetz vom 20. Juni 2014 über den Schutz der Kulturgüter bei bewaffneten Konflikten sowie der Verordnung vom 29. Oktober 2014 über den Schutz der Kulturgüter bei bewaffneten Konflikten unter Schutz stehen.
Objekte der Kategorien A und B sind vollständig in der Liste enthalten, Objekte der Kategorie C fehlen zurzeit (Stand: 1. Januar 2023).

## Kulturgüter
| Foto | | Objekt                                                                          | Kat. | Typ | Standort                          | Beschreibung |
| ---- | --- | ------------------------------------------------------------------------------- | ---- | --- | --------------------------------- | ------------ |
| BW   | Datei hochladen · Wikidata zu Bleiche, Teil der spätrömischen Rheinbefestigung (Q19362311)                 | Bleiche (Teil der spätrömischen Rheinbefestigung) KGS-Nr.: 11658                | A    | F   | 672850 / 269650                   |              |
| ja   | Datei hochladen · Wikidata zu St. Agatha Kapelle (Q29576062)                                               | St. Agatha-Kapelle KGS-Nr.: 15377                                               | B    | G   | Dorfstrasse 222.1 672947 / 268389 |              |
| ja   | Datei hochladen · Wikidata zu Gasthaus «Zum Rössli« (Q29576057)                                            | Gasthaus zum Rössli KGS-Nr.: 15378                                              | B    | G   | Belchenstrasse 22 672854 / 268586 |              |
| BW   | Datei hochladen · Wikidata zu Bauernhaus (Q29576053)                                                       | Bauernhaus KGS-Nr.: 15379                                                       | B    | G   | Eichhölzli 2 672845 / 268332      |              |
| BW   | Datei hochladen · Wikidata zu Im Schlössli/ Sommerhalde (Wallanlage unbekannter Zeitstellung) (Q105399447) | Im Schlössli / Sommerhalde (Wallanlage unbekannter Zeitstellung) KGS-Nr.: 15380 | B    | F   | 672675 / 268150                   |              |
| BW   | Datei hochladen · Wikidata zu Mühle (Q29576059)                                                            | Mühle KGS-Nr.: 15381                                                            | B    | G   | Bauernmühle 2, 4 672839 / 269098  |              |
| ja   | Datei hochladen · Wikidata zu Ruine Waldhausen (Q14538238)                                                 | Waldhausen (Ruine einer mittelalterlichen Burg) KGS-Nr.: 15382                  | B    | F   | 672826 / 265974                   |              |